# Plage de La Malagueta

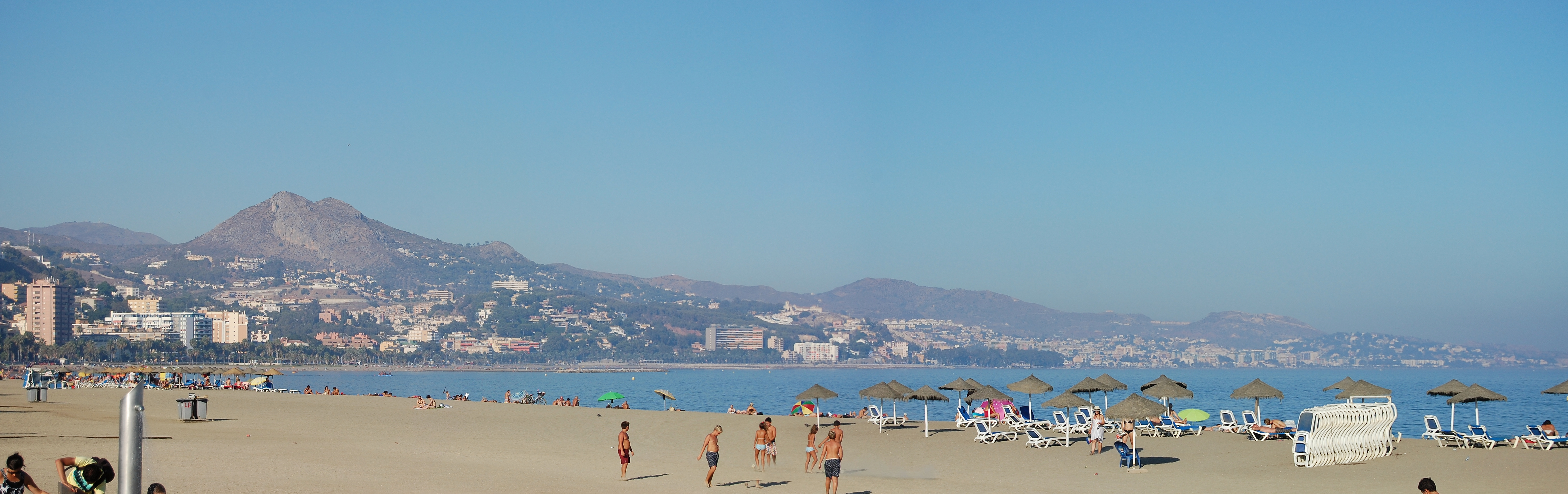
Plage de la Malagueta.

La Plage de la Malagueta est une plage du district Est de la ville de Malaga en Andalousie, Espagne. Il s'agit d'une plage urbaine de sable obscur située au littoral oriental de la ville, entre le port de Malaga et la plage de La Caleta. Elle a environ 1 200 mètres de longueur et 45 mètres de large moyen. C'est une plage populaire et fréquentée grâce à son emplacement central, dans le quartier homonyme. Elle comporte toutes sortes de services.